# Precious Molepo
Precious Molepo (15 febbraio 2005) è una velocista sudafricana.

## Biografia
Nel 2021 prende parte ai campionati mondiali under 20 di Nairobi, classificandosi quinta nei 400 metri piani e sesta nella staffetta 4×400 metri. L'anno successivo, insieme a Taylon Bieldt, Zenéy van der Walt e Miranda Charlene Coetzee, è medaglia d'oro nella staffetta 4×400 metri ai campionati africani di Saint-Pierre 2022, dove inoltre si classifica settima nei 400 metri piani. Lo stesso anno si classifica ottava nei 400 metri piani ai campionati mondiali under 20 di Cali.
Ai campionati africani under 20 di Ndola fa incetta di medaglie: conquista infatti l'oro nella sua prima e unica esperienza internazionale con il Salto con l'asta, mentre nei 400 metri piani e nella staffetta 4×400 metri ottiene la medaglia d'argento. Tre mesi dopo partecipa ai Giochi mondiali universitari di Chengdu, ma non riesce a raggiungere la finale della staffetta 4×400 metri.
Nel 2024 torna a gareggiare ai campionati mondiali under 20 di Lima, dove si classifica quarta nei 400 metri piani, mentre nella staffetta 4×400 metri chiude la gara alle batterie di qualificazione a causa di una squalifica.
Nel 2025 è parte della squadra sudafricana della staffetta 4×400 metri alle World Athletics Relays di Guangzhou: qui conquista la medaglia bronzo insieme a Shirley Nekhubui, Miranda Coetzee e Zenéy van der Walt, facendo anche registrare il nuovo record nazionale del Sudafrica. Ai Giochi mondiali universitari di Bochum si ferma alla semifinale dei 400 metri piani, ma si classifica quarta nella staffetta 4×400 metri femminile e conquista la medaglia d'argento nella staffetta 4×400 metri mista insieme a Mthi Mthimkulu, Lythe Pillay e Marlie Viljoen.

## Record nazionali

### Assoluti
- Staffetta 4×400 metri: 3'24"84 ( Guangzhou, 11 maggio 2025)

### Under 20
- Staffetta 4×400 metri: 3'36"52 ( Cali, 5 agosto 2022)

## Progressione

### 100 metri piani
| Stagione | Tempo            | Luogo         | Data      | Rank. Mond. |
| -------- | ---------------- | ------------- | --------- | ----------- |
| 2025     | 11"61 (+1,2 m/s) | Potchefstroom | 7-6-2025  |             |
| 2024     | 11"86 (-0,4 m/s) | Pretoria      | 18-5-2024 |             |
| 2022     | 11"89 (+0,5 m/s) | Sasolburg     | 28-5-2022 |             |

### 200 metri piani
| Stagione | Tempo            | Luogo            | Data      | Rank. Mond. |
| -------- | ---------------- | ---------------- | --------- | ----------- |
| 2025     | 23"68 (-0,2 m/s) | Potchefstroom    | 7-6-2025  |             |
| 2024     | 23"62 (+1,1 m/s) | Pietermaritzburg | 20-4-2024 |             |
| 2023     | 24"53 (+1,7 m/s) | Pretoria         | 4-3-2023  |             |
| 2022     | 23"88 (+0,9 m/s) | Pretoria         | 11-3-2022 |             |
| 2021     | 24"31 (0,0 m/s)  | Paarl            | 10-4-2021 |             |
| 2020     | 24"45 (+0,8 m/s) | Pretoria         | 13-3-2020 |             |

### 300 metri piani
| Stagione | Tempo | Luogo        | Data       | Rank. Mond. |
| -------- | ----- | ------------ | ---------- | ----------- |
| 2025     | 37"71 | Pretoria     | 8-2-2025   |             |
| 2024     | 39"85 | Johannesburg | 30-11-2024 |             |

### 400 metri piani
| Stagione | Tempo | Luogo            | Data      | Rank. Mond. |
| -------- | ----- | ---------------- | --------- | ----------- |
| 2025     | 52"32 | Pretoria         | 2-5-2025  |             |
| 2024     | 53"29 | Pietermaritzburg | 20-4-2024 |             |
| 2023     | 53"14 | Ndola            | 30-4-2023 |             |
| 2022     | 52"84 | Johannesburg     | 13-4-2022 |             |
| 2021     | 53"84 | Pretoria         | 15-4-2021 |             |
| 2020     | 53"59 | Pretoria         | 14-3-2020 |             |
| 2019     | 55"68 | Pretoria         | 2-3-2019  |             |

## Palmarès
| Anno | Manifestazione               | Sede         | Evento                  | Risultato  | Prestazione | Note                                     |
| ---- | ---------------------------- | ------------ | ----------------------- | ---------- | ----------- | ---------------------------------------- |
| 2021 | Campionati mondiali under 20 | Nairobi      | 400 m piani             | 5ª         | 53"98       |                                          |
| 2021 | Campionati mondiali under 20 | Nairobi      | Staffetta 4×400 m       | 6ª         | 3'43"16     | Miglior prestazione personale stagionale |
| 2022 | Campionati africani          | Saint-Pierre | 400 m piani             | 7ª         | 53"78       |                                          |
| 2022 | Campionati africani          | Saint-Pierre | Staffetta 4×400 m       | Oro        | 3'29"34     |                                          |
| 2022 | Campionati mondiali under 20 | Cali         | 400 m piani             | 8ª         | 53"49       |                                          |
| 2022 | Campionati mondiali under 20 | Cali         | Staffetta 4×400 m       | Batteria   | 3'36"52     | Miglior prestazione nazionale under 20   |
| 2023 | Campionati africani under 20 | Ndola        | 400 m piani             | Argento    | 53"14       |                                          |
| 2023 | Campionati africani under 20 | Ndola        | Salto con l'asta        | Oro        | 3,40 m      |                                          |
| 2023 | Campionati africani under 20 | Ndola        | Staffetta 4×400 m       | Argento    | 3'40"7      |                                          |
| 2023 | Giochi mondiali universitari | Chengdu      | Staffetta 4×400 m       | Batteria   | 3'37"34     |                                          |
| 2024 | Campionati mondiali under 20 | Lima         | 400 m piani             | 7ª         | 54"27       |                                          |
| 2024 | Campionati mondiali under 20 | Lima         | Staffetta 4×400 m       | Batteria   | dq          |                                          |
| 2025 | World Athletics Relays       | Guangzhou    | Staffetta 4×400 m       | Bronzo     | 3'24"84     | Record nazionale                         |
| 2025 | Giochi mondiali universitari | Bochum       | 400 m piani             | Semifinale | 53"30       |                                          |
| 2025 | Giochi mondiali universitari | Bochum       | Staffetta 4×400 m       | 4ª         | 3'34"48     |                                          |
| 2025 | Giochi mondiali universitari | Bochum       | Staffetta 4×400 m mista | Argento    | 3'16"42     |                                          |

## Campionati nazionali
- 1 volta campionessa sudafricana assoluta dei 400 metri piani (2022)
- 1 volta campionessa sudafricana assoluta della staffetta 4×100 metri (2025)
- 1 volta campionessa sudafricana assoluta della staffetta 4×100 metri mista (2025)
- 1 volta campionessa sudafricana under 20 dei 400 metri piani (2023)
- 2 volte campionessa sudafricana under 18 dei 400 metri piani (2021, 2022)
- 1 volta campionessa sudafricana under 18 della staffetta 4×400 metri (2021)

2021
- Bronzo ai campionati sudafricani under 18, 200 m piani - 24"31 (vento: 0,0 m/s)
- Oro ai campionati sudafricani under 18, 400 m piani - 54"20
- Oro ai campionati sudafricani under 18, staffetta 4×400 m - 3'47"69
- 6ª ai campionati sudafricani assoluti, 400 m piani - 53"89

2022
- Argento ai campionati sudafricani under 18, 200 m piani - 23"97 (vento: +0,4 m/s)
- Oro ai campionati sudafricani under 18, 400 m piani - 53"70
- Oro ai campionati sudafricani assoluti, 400 m piani - 53"24

2023
- Oro ai campionati sudafricani under 20, 400 m piani - 54"06
- 6ª ai campionati sudafricani assoluti, 400 m piani - 54"01

2024
- 6ª ai campionati sudafricani under 20, 200 m piani - 24"22 (vento: +1,2 m/s)
- 4ª ai campionati sudafricani under 20, 400 m piani - 55"00
- In semifinale ai campionati sudafricani assoluti, 200 m piani - 23"62 (vento: +1,1 m/s)
- 6ª ai campionati sudafricani assoluti, 400 m piani - 53"29

2025
- Argento ai campionati sudafricani under 23, 200 m piani - 23"81 (vento: -0,3 m/s)
- Argento ai campionati sudafricani under 23, 400 m piani - 53"90
- Bronzo ai campionati sudafricani assoluti, 400 m piani - 52"36
- Oro ai campionati sudafricani assoluti, staffetta 4×100 m - 44"21
- Oro ai campionati sudafricani assoluti, staffetta 4×100 m mista - 41"87